# Нюрнберзька діва
Нюрнберзька діва (італ. La vergine di Norimberga) — італійський фільм жахів 1963 року.

## Сюжет
Американське подружжя Мері і Макс Гантери повертається у свій замок в Німеччині. Вночі молода дівчина прокидається у ліжку одна і в пошуках чоловіка спускається на перший поверх, де для туристів обладнаний музей тортур, з приміщення якого доносяться жіночі стогони. Двісті років тому один з предків чоловіка славився своїми збоченими тортурами жінок, і, схоже, його дух повернувся з того світу, так як усередині «нюрнберзької діви» Мері Гантер з жахом виявила тіло дівчини.

## У ролях
| Актор                | Роль                  |
| -------------------- | --------------------- |
| Россана Подеста      | Мері Гантер           |
| Жорж Рів'єр          | Макс Гантер           |
| Крістофер Лі         | Еріх                  |
| Джим Долен           | Джон Селбі, агент ФБР |
| Анні Деглі Юберті    | фрау Марта            |
| Луїджі Северіні      | доктор                |
| Лучана Мілоне        | Труде                 |
| Люсіль Сен-Сімон     | жертва                |
| Патрік Волтон        |                       |
| Консальво Делль'Арті |                       |
| Пітер Гарді          |                       |
| Рекс Відор           |                       |
| Джеймс Борден        |                       |
| Бредон Бретт         |                       |
| Роберт Мейор         |                       |
| Керол Віндсор        |                       |
| Мірко Валентин       |                       |